# Perșotravneve, Ciornobai
Perșotravneve (în ucraineană Першотравневе) este o comună în raionul Ciornobai, regiunea Cerkasî, Ucraina, formată numai din satul de reședință.

## Demografie
Componența lingvistică a comunei Perșotravneve
     Ucraineană (97,75%)
     Rusă (2,02%)
     Alte limbi (0,22%)
Conform recensământului din 2001, majoritatea populației comunei Perșotravneve era vorbitoare de ucraineană (97,75%), existând în minoritate și vorbitori de rusă (2,02%).